# 函館市交通局30形電車
函館市交通局30形電車（はこだてしこうつうきょく30がたでんしゃ）は、1993年（平成5年）に登場した函館市交通局（現在の函館市企業局交通部。函館市電）の路面電車車両である。愛称は「箱館ハイカラ號」（はこだてハイカラごう）。

## 概要
1992年（平成4年）の函館市市制施行70周年記念事業の一環として、除雪車（ササラ電車）排形排2号を1993年に旅客車として復元した車両である。車種である排2号は1910年（明治43年）製造の旅客用2軸単車で、1937年（昭和12年）にササラ電車へ改造された後、1992年（平成4年）の路線短縮まで活躍した。
2022年現在、車掌乗務のうえ、期間と区間を限定し「箱館ハイカラ號」の愛称で運転されている（運用の変遷等の詳細は後述）。

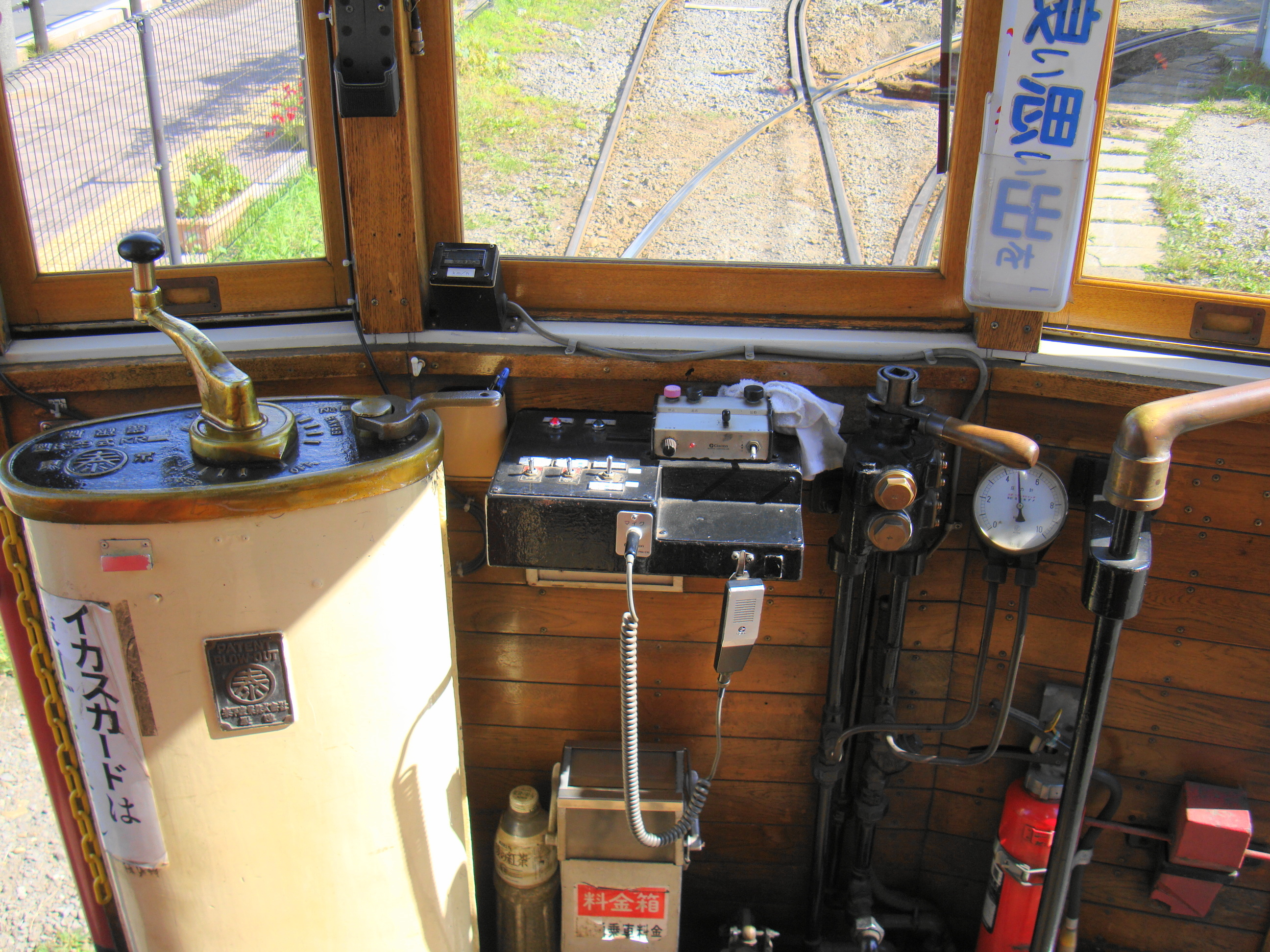
運転台
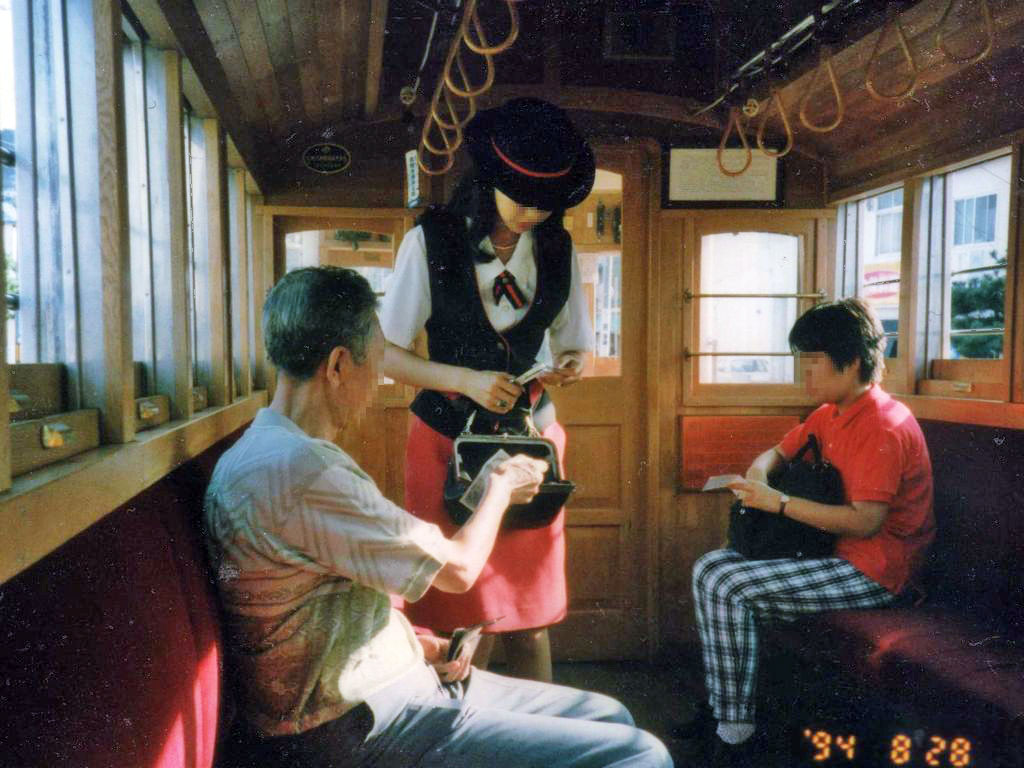
営業運転中の車内の様子。車掌が乗務する。

## 歴史

### 製造から函館水電譲渡まで
1910年（明治43年）、天野工場（後の日本車輌製造東京支店）で15両が製作された。前身は現在の千葉県成田市で路面電車を運行していた成宗電気軌道（現：千葉交通）が導入した旅客用2軸単車デハ1形だが、同社の経営難から1918年（大正7年）に当時の函館水電（現在の北海道電力）が車両増備のためにこのうち5両を購入し、10形の36号 - 40号として就役した。なお、成宗電気軌道は1916年（大正5年）に成田電気軌道へ社名変更している。
余談だが、このデハ1形は他にも阪神急行電鉄へ4両が売却されており、うち3両は伊丹線用の47形、1両は電動貨車106となった。

### 函館譲渡後
成田電気軌道から購入した5両のうち4両は1926年（大正15年）1月20日の新川車庫火災および1934年（昭和9年）3月21日の函館大火で焼失したものの、39号だけは成田電気軌道由来の車両としては唯一被災せず、1937年（昭和12年）まで旅客車として運行されていた。なお新川車庫火災にともなって39号車は同じ成田車で被災廃車となった37号車の番号を繰り上げ使用して37に番号変更した。

### ササラ電車への改造
1937年（昭和12年）3月に除雪車（ササラ電車）に改造され、排形排2号として1992年頃まで使用されている。
成田電気軌道時代から使用していたマウンテン・ギブソン（イギリス）製の台車からブリル製のものへ振り替えられたが、どの時点で振り替えが行われたかは資料に乏しく現在もはっきりとしていない。

### 旅客車への復元
1988年（昭和63年）7月、戦時中に出征した男性職員に代わって運転士や車掌を務めた女性ら9名が「チンチン電車を走らせよう会」を結成し、明治期の路面電車の復元と運行を企画したのがきっかけである。1992年（平成4年）の函館市市制施行70周年記念事業の一環として、車体は旅客車時代の図面を元に札幌交通機械にて現在の基準に適合した半鋼製車体を新製し、旅客車時代の内装や籐製のつり革などを含め忠実に再現した。1991年（平成3年）復元作業に着手、1993年（平成5年）8月1日完成し、翌2日から営業運転を開始した。
主要機器類はササラ電車時代の部品を整備の上使用している。そのため、台車にはササラ電車時代から使用しているブリル製台車が整備の上使用されており、成田電気軌道時代のマウンテン・ギブソン製の台車とは異なっている。なお、2018年（平成30年）の営業開始前には、復元後初となる車体塗装の塗り直しや窓ガラスの交換、前面行先表示幕の差し替え（英語表示追加、字体変更）が実施されると共に、車内放送装置も一新され英語での放送が加わった。

## 運用

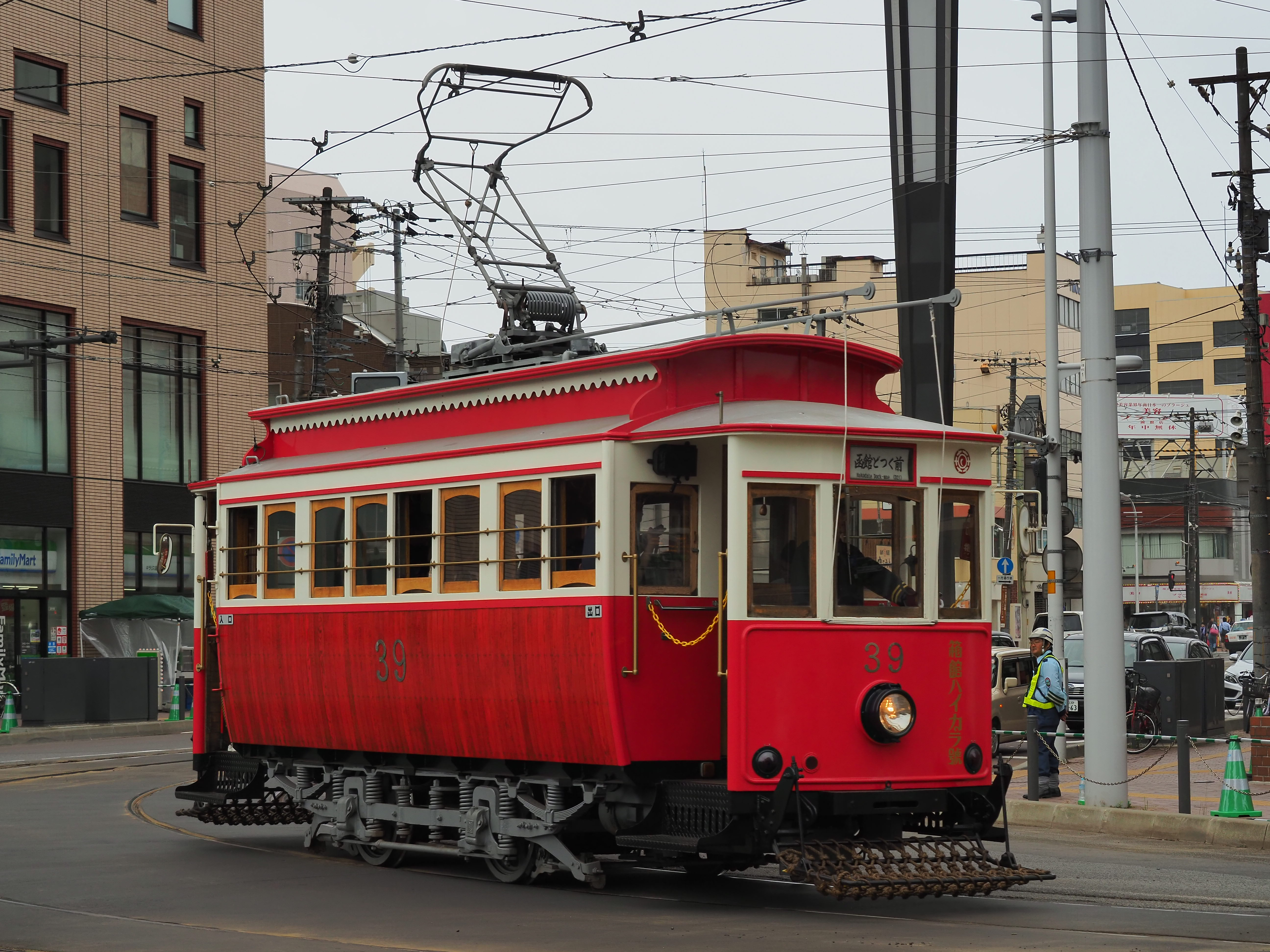
函館駅前付近を行く「箱館ハイカラ號」
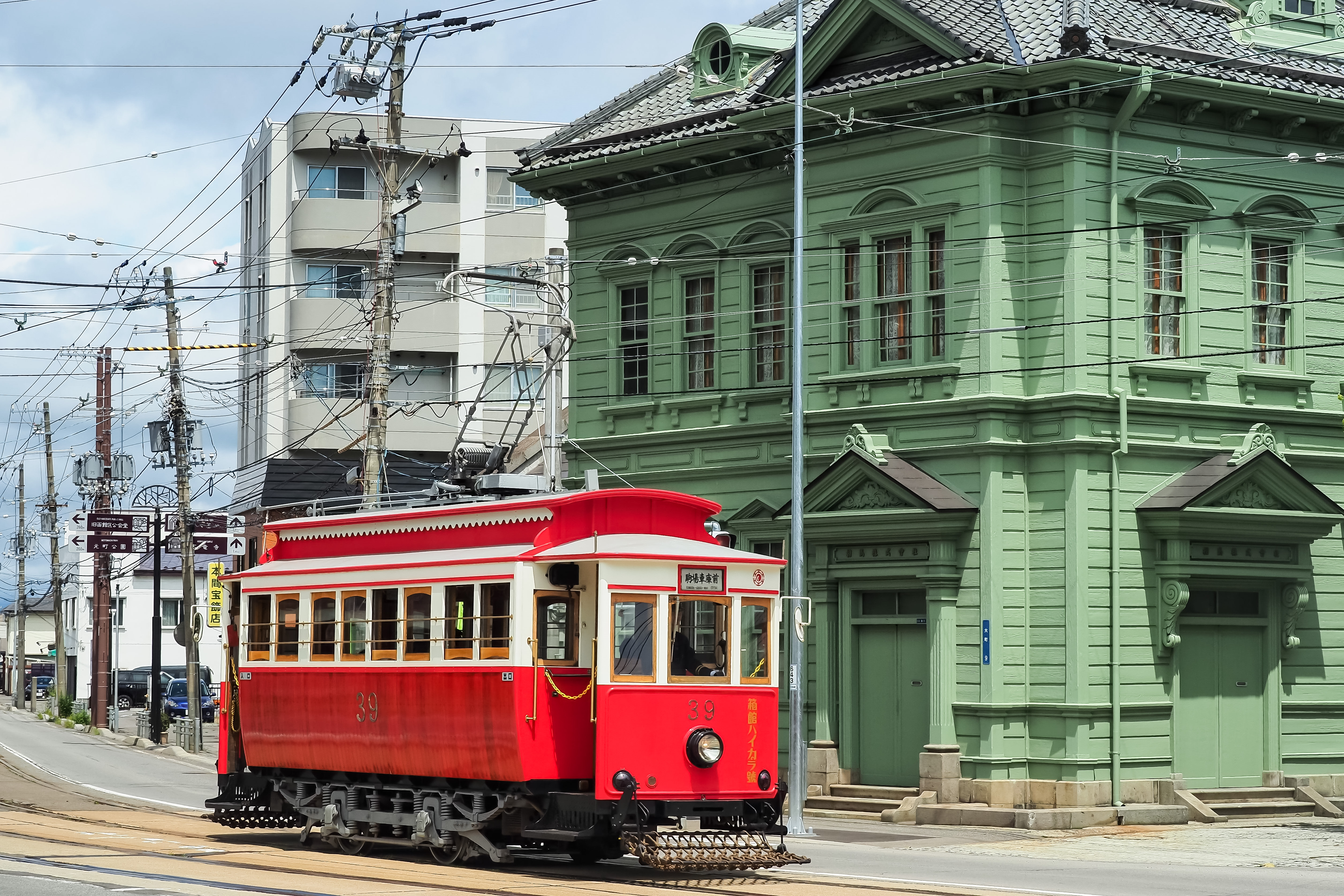
函館の有名な観光スポット、基坂付近を走る。
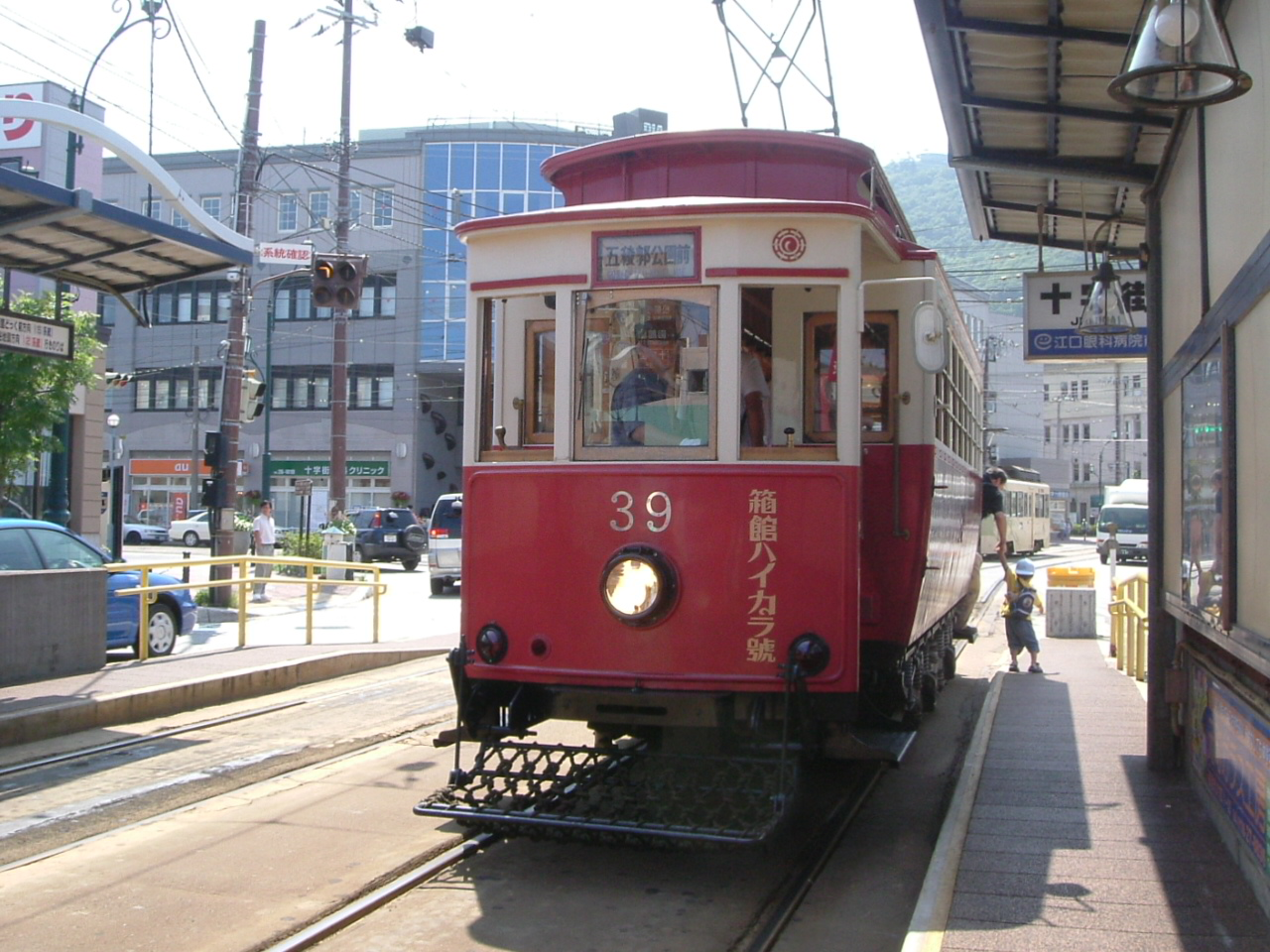
五稜郭公園前折返しだった頃の函館ハイカラ號（2007年、十字街）
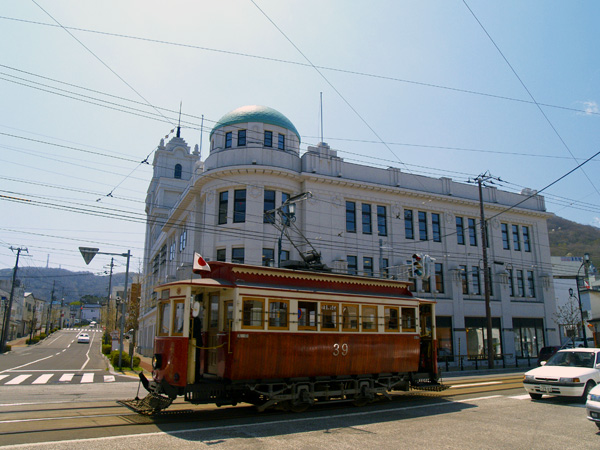
末広町の函館市地域交流まちづくりセンター前を行く函館ハイカラ號

1993年（平成5年）8月より「箱館ハイカラ號」の愛称で運行を開始した。当初は始発便及び最終便を除いて松風町 - 谷地頭・函館どつく前間の運行であったが、1995年（平成7年）に五稜郭公園前まで運行区間が延長され、更に2009年（平成21年）からは駒場車庫前発着となっている。
2022年現在は、駒場車庫前→函館どつく前→駒場車庫前→谷地頭→駒場車庫前→函館どつく前→湯の川→駒場車庫前 という運転となっている。
運行期間は4月中旬 - 10月31日となっている。
- 2017年までは木曜日 - 翌週月曜日を運行日としていて、火・水曜日を基本的に点検のための運休とし、他に降雨時や交通規制時には運休としていた[10]。
- 2018年は基本的に期間中の土曜日・日曜日・祝日のみの運行となった[7][11]。ただし、ゴールデンウィーク期間中・お盆時期（通常8月9日 - 14日）・最終日となる10月31日などは曜日に関係なく運行される[11]。この形式による運行は、1910年（明治43年）に制作された車両の老朽化が進んでいるために、延命措置として行われる事になったものである[12]。
- 2019年の運行も2018年と同様、4月15日～10月31日の土日祝日のみ運行。ただし、降雨のため実際の運転開始は4月20日からとなった[13]。
- 2020年から2021年にかけては、新型コロナウイルス感染拡大の影響で、予定されていた4月15日～10月31日の運行がすべて取りやめとなった[14][15]。2022年も当初は運行していなかったが[16]、7月に感染者の減少が見られたことから、7月9日に1日3往復の形で運行が再開された。運行期間は7月9日 - 10月31日までの土曜・日曜・祝日と8月21日および10月31日 (予定)。悪天候時と新型コロナウイルスの感染状況等によっては運休もあるとしている[17][18][3]。

### 特別運行
2013年は函館の路面電車開通100周年で、それの記念として530号、排4号、723号、9602号とともに一列になって全線を練り歩く「電車大行進」というイベントが行われた。この時の39号は大正時代の花電車を思わせる全身に花をまとった姿で登場した。
また、毎年8月1日～5日に行われる函館港まつりのパレード「ワッショイはこだて」にも装1～3号車「花電車」とともに参加している。このとき、運転士および車掌は他の電車同様、お祭り仕様の服として法被姿で乗務している。

### ロケーションシステム
現在、箱館ハイカラ號の現在地や選択した電停への到着時刻を表示するロケーションシステムが導入され、インターネットを介してパソコン・スマートフォン・タブレットPCで調べる事が可能となっている。

## その他
復元完成後にもう一両の復元を企画されたが、適当な種車がなく実現しなかった。

## 関連グッズ
函館市企業局交通部では、箱館ハイカラ號をモチーフとした、ダイキャストカー、プラモデル、サブレ等のオリジナルグッズを販売している。